# Off to the Races
Off to the Races è un singolo promozionale della cantautrice statunitense Lana Del Rey, estratto dall'album Born to Die come singolo promozionale per il mercato neerlandese nel gennaio 2012. L'artista ha presentato in anteprima il brano al Ruby Lounge di Manchester nel novembre 2011; durante l'esibizione ha eseguito altri due brani dell'album allora inedito: Video Games e Blue Jeans.
Un video del singolo è stato pubblicato nel dicembre 2011 su YouTube e iTunes.

## Classifiche
| Classifica                       | Posizione massima |
| -------------------------------- | ----------------- |
| Stati Uniti (rock digital songs) | 37                |